# Opiumgewicht

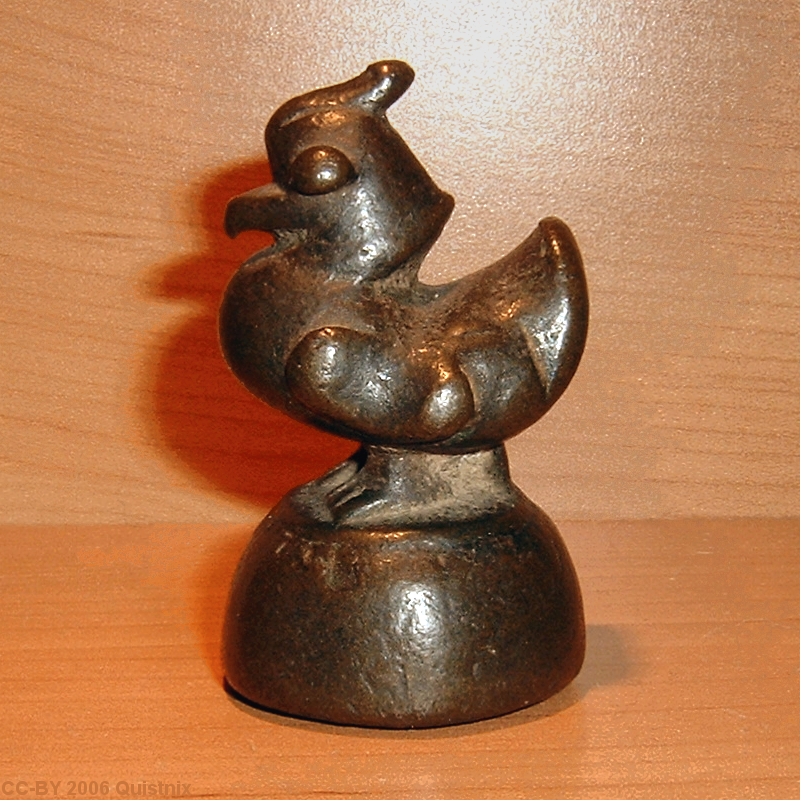
Gewichtje in de vorm van een eend

Opiumgewichten zijn gewichten die door de bergvolkeren in Thailand, Laos en Cambodja tussen de 16e tot en met de 19e eeuw werden gebruikt om goederen af te wegen. Hun naam ontlenen ze aan het feit dat ze bekend zijn geworden in het Westen door de handel in opium. Britse handelaren spraken van "opium weights" in de 20e eeuw, maar feitelijk werden ze gebruikt voor het afwegen van allerhande zaken.
De uit brons, koper, ijzer of lood gegoten gewichten variëren van enkele grammen tot enkele kilo's en hebben meestal de vorm van dierfiguren, staande op een voetstuk. De meest voorkomende dieren zijn de eend (hantha), de haan (ziwazo) en de gehoornde leeuw (toe), maar ook andere bestaande of mythologische dierfiguren komen voor.
De gewichten wegen vaak een veelvoud van een kyat (ca. 16 gram). Veelvouden van 1, 2, 5 en 10 kyats komen voor; het meest voorkomende gewicht is dat van 2 kyats. Ook worden de namen tical en viss als gewichtseenheden genoemd.
De gewichten zijn soms geijkt en dragen dan een keurmerk, meestal van de regering van het toenmalige Birma, nu Myanmar geheten. In zekere zin zijn ze als een vorm van primitief geld te beschouwen omdat de Birmese regering indertijd zelf geen geld uitgaf maar de ruilhandel stimuleerde, onder andere door het ijken van de gewichten. Tegenwoordig zijn het decoratieve verzamelobjecten, die in waarde variëren.